# فانس (ألاباما)
فانس (بالإنجليزية: Vance)‏ هي مدينة أمريكية تقع في ولاية ألاباما.تبلغ مساحة هذه المدينة 21.1 (كم²)،ويبلغ عدد سكانها 1500 نسمة حسب إحصاء سنة 2010 م.تشير الإحصاءات بأن الكثافة السكانية في هذه المدينة تقدر بـ(23.7) نسمة/كم2.

## التركيبة السكانية
حدّد مكتب تعداد الولايات المتحدة بيانات التركيبة السكانية لفانس في تعداد الولايات المتحدة. في ما يلي، التركيبة السكانية حسب تعدادي 2000 و2010.

### تعداد عام 2000
بلغ عدد سكان فانس 500 نسمة بحسب تعداد عام 2000، وبلغ عدد الأسر 189 أسرة وعدد العائلات 154 عائلة مقيمة في البلدة. في حين سجلت الكثافة السكانية 18.9 نسمة لكل كيلومتر مربع (49.0/ميل2). وبلغ عدد الوحدات السكنية 207 وحدة بمتوسط كثافة قدره 7.8 لكل كيلومتر مربع (20.2/ميل2).
وتوزع التركيب العرقي للبلدة بنسبة 97.40% من البيض و0.60% من الأمريكيين الأفارقة و0.20% من الأمريكيين الأصليين و1% من الأعراق الأخرى و0.80% من عرقين مختلطين أو أكثر و1.20% من الهسبانيون أو اللاتينيون من أي عرق.
بلغ عدد الأسر 189 أسرة كانت نسبة 38.1% منها لديها أطفال تحت سن الثامنة عشر تعيش معهم، وبلغت نسبة الأزواج القاطنين مع بعضهم البعض 71.4% من أصل المجموع الكلي للأسر، ونسبة 8.5% من الأسر كان لديها معيلات من الإناث دون وجود شريك، بينما كانت نسبة 1.6% من الأسر لديها معيلون من الذكور دون وجود شريكة وكانت نسبة 18.5% من غير العائلات. تألفت نسبة 17.5% من أصل جميع الأسر من عدة أفراد يعيشون في نفس المنزل ونسبة 6.3% كانت تتألف من شخص يعيش بمفرده يبلغ من العمر 65 عاماً أو أكثر. وبلغ متوسط حجم الأسرة المعيشية 2.65، أما متوسط حجم العائلات فبلغ 2.97.
بلغ العمر الوسطي للسكان 35.8 عاماً. وكانت نسبة 24.8% من القاطنين تحت سن الثامنة عشر، وكانت نسبة 9.6% بين الثامنة عشر والرابعة والعشرين عاماً، ونسبة 30.6% كانت واقعةً في الفئة العمرية ما بين الخامسة والعشرين والرابعة والأربعين عاماً، ونسبة 23.4% كانت ما بين الخامسة والأربعين والرابعة والستين، ونسبة 11.6% كانت ضمن فئة الخامسة والستين عاماً فما فوق. يوجد لكل 100 أنثى 110.1 ذكر، ويوجد لكل 100 أنثى في الثامنة عشر من عمرها فما فوق 106.6 ذكر.
بلغ متوسط دخل الأسرة في البلدة 43,750 دولارًا، أما متوسط دخل العائلة فبلغ 50,833 دولارًا. وكان متوسط دخل الذكور 37,500 دولارًا مقابل 21,944 دولارًا للإناث. وسجل دخل الفرد الخاص بالبلدة 19,867 دولارًا. وكانت نسبة 2.1% من العائلات ونسبة 1.7% من السكان تحت خط الفقر، وكان من هؤلاء نسبة 3.3% تحت سن الثامنة عشر ونسبة 3.2% في الخامسة والستين من العمر وما فوق.

### تعداد عام 2010
بلغ عدد سكان فانس 1,529 نسمة بحسب تعداد عام 2010، وبلغ عدد الأسر 537 أسرة وعدد العائلات 400 عائلة مقيمة في البلدة. في حين سجلت الكثافة السكانية 57.8 نسمة لكل كيلومتر مربع (149.7/ميل2). وبلغ عدد الوحدات السكنية 592 وحدة بمتوسط كثافة قدره 22.4 لكل كيلومتر مربع (58.0/ميل2).
وتوزع التركيب العرقي للبلدة بنسبة 88.82% من البيض و7.19% من الأمريكيين الأفارقة و0.39% من الأمريكيين الأصليين و0.59% من الأمريكيين ذوي الأصول الآسيوية و1.70% من الأعراق الأخرى و1.31% من عرقين مختلطين أو أكثر و5.62% من الهسبانيون أو اللاتينيون من أي عرق.
بلغ عدد الأسر 537 أسرة كانت نسبة 46.9% منها لديها أطفال تحت سن الثامنة عشر تعيش معهم، وبلغت نسبة الأزواج القاطنين مع بعضهم البعض 61.6% من أصل المجموع الكلي للأسر، ونسبة 7.4% من الأسر كان لديها معيلات من الإناث دون وجود شريك، بينما كانت نسبة 5.4% من الأسر لديها معيلون من الذكور دون وجود شريكة وكانت نسبة 25.5% من غير العائلات. تألفت نسبة 19.9% من أصل جميع الأسر من عدة أفراد يعيشون في نفس المنزل ونسبة 4.8% كانت تتألف من شخص يعيش بمفرده يبلغ من العمر 65 عاماً أو أكثر. وبلغ متوسط حجم الأسرة المعيشية 2.85، أما متوسط حجم العائلات فبلغ 3.30.
بلغ العمر الوسطي للسكان 31.1 عاماً. وكانت نسبة 29.8% من القاطنين تحت سن الثامنة عشر، وكانت نسبة 9.4% بين الثامنة عشر والرابعة والعشرين عاماً، ونسبة 35.3% كانت واقعةً في الفئة العمرية ما بين الخامسة والعشرين والرابعة والأربعين عاماً، ونسبة 18.2% كانت ما بين الخامسة والأربعين والرابعة والستين، ونسبة 7.3% كانت ضمن فئة الخامسة والستين عاماً فما فوق. وتوزع التركيب الجنسي للسكان بنسبة 52% ذكور و48% إناث.